# Benterode
Benterode is een deel van de gemeente Staufenberg in het landkreis Göttingen in het zuiden van Nedersaksen in Duitsland.
Benterode is een van oorsprong Hessisch sprekende plaats, en ligt aan de Uerdinger Linie.
- Virtual International Authority File: 246103825